# 6531 Subashiri
6531 Subashiri este un asteroid din centura principală de asteroizi.

## Descriere
6531 Subashiri este un asteroid din centura principală de asteroizi. A fost descoperit pe 28 decembrie 1994 la Oizumi de Takao Kobayashi. El prezintă o orbită caracterizată de o semiaxă mare de 3,22 ua, o excentricitate de 0,15 și o înclinație de 2,4° în raport cu ecliptica.